# Tropicoperdix tonkinensis
Tropicoperdix tonkinensis, "tonkinsånghöna", är en fågel i familjen fasanfåglar inom ordningen hönsfåglar. Den betraktas oftast som underart till grönfotshöna, men urskiljs sedan 2014 som egen art av Birdlife International och IUCN.
Fågeln förekommer enbart i norra Vietnam. Den kategoriseras av IUCN som livskraftig.